# Goncourt (plaats)
Goncourt is een plaats en voormalige gemeente in het Franse departement Haute-Marne in de regio Grand Est en telt 317 inwoners (1999). De plaats maakt deel uit van het arrondissement Chaumont.

## Geschiedenis
Goncourt maakte deel uit van het kanton Bourmont totdat dit op 22 maart 2015 werd opgeheven en de gemeenten werden overgeheveld naar het kanton Poissons. Op 1 januari 2019 werd de gemeente opgeheven en opgenomen in de commune nouvelle Bourmont-entre-Meuse-et-Mouzon.

## Geografie
De oppervlakte van Goncourt bedraagt 18,6 km², de bevolkingsdichtheid is 17,0 inwoners per km².
De onderstaande kaart toont de ligging van Goncourt (plaats) met de belangrijkste infrastructuur en aangrenzende gemeenten.

## Demografie
Onderstaande figuur toont het verloop van het inwonertal.
Bourmont · Gonaincourt · Goncourt · Nijon